# Kagal
Kagal ist eine Stadt im indischen Bundesstaat Maharashtra.
Die Stadt ist Teil des Distrikts Kolhapur. Kagal hat den Status eines Municipal Council. Die Stadt ist in 19 Wards gegliedert. Sie hatte am Stichtag der Volkszählung 2011 insgesamt 34.106 Einwohner, von denen 17.634 Männer und 16.472 Frauen waren. Hindus bilden mit einem Anteil von ca. 86 % die größte Gruppe der Bevölkerung in der Stadt gefolgt von Muslimen mit 11 % und Jainas mit ca. 2 %. Die Alphabetisierungsrate lag 2011 bei 85,11 %.